# Нурдаль, Кнут
Кнут Ну́рдаль (швед. Knut Nordahl; 13 января 1920, Хёрнефорс, Швеция — 28 октября 1984, Фёллинге, Швеция) — шведский футболист, полузащитник, чемпион Олимпийских игр 1948 года и бронзовый призёр чемпионата мира 1950 года в составе сборной Швеции.

## Карьера
Играл за шведский «Норрчёпинг». Стал победителем Олимпийских игр 1948 года вместе с братьями Бертилем и Гуннаром. Кнут также вошёл в состав шведской команды, принявшей участие в чемпионате мира 1950 года в Бразилии, в отличие от братьев, игравших за профессиональные клубы в Италии и поэтому не имевших права выступать за сборную. В Бразилии шведы стали третьими, получив бронзовые медали.

После турнира Кнут перешёл в итальянскую «Рому», в которой провёл два сезона, после чего вернулся в Швецию и выступал за «Дегерфорс». С 1950 года за сборную больше не выступал, остановившись на отметке в 26 сыгранных матчей. Признан лучшим шведским футболистом года 1949.